# 22 Pułk Piechoty Obrony Krajowej

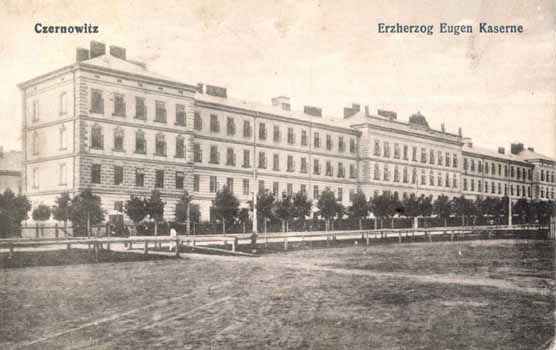
Koszary w Czerniowcach

Pułk Piechoty Obrony Krajowej Czerniowce Nr 22) – pułk piechoty cesarsko-królewskiej Obrony Krajowej. 

## Historia pułku
Okręg uzupełnień – Czerniowce, Kołomyja.
Pułk został utworzony w 1889 roku w Czerniowcach jako niemiecki pułk Obrony Krajowej.
Kolory pułkowe: trawiasty (grasgrün), guziki srebrne z numerem pułku „22”. W lipcu 1914 roku skład narodowościowy pułku: 54% – Rumunii, 27% – Rusini.
W latach 1903–1914 komenda pułku oraz I, II i IV bataliony stacjonowały w Czerniowcach, natomiast III batalion w Radowcach na Bukowinie południowej.
W sierpniu 1914 roku pułk wchodził w skład 86 Brygady Piechoty OK należącej do 43 Dywizji Piechoty OK (III Korpus).
W czasie I wojny światowej pułk wziął udział w walkach z Rosjanami w grudniu 1914 w Galicji. Żołnierze pułku są pochowani m.in. na cmentarzach: Cmentarz wojenny nr 196 - Rzuchowa, Cmentarz wojenny nr 197 - Szczepanowice-Racek, Cmentarz wojenny nr 198 - Błonie.

## Żołnierze pułku
Komendanci pułku
- płk Johann Lavric (1903–1908)
- płk Lothar Ritter von Dornfeld (1909–1910)
- płk Konrad Kriesch (1911–1913)
- płk Alois Göttl (1914)

Oficerowie
- ppor. rez. Jerzy Misiński
- lekarz sztabowy Józef Krysakowski